# Grand Prix Formule 1 van de Verenigde Staten 1979
De Grand Prix Formule 1 van de Verenigde Staten 1979 werd gehouden op 7 oktober 1979 op Watkins Glen International.

## Uitslag
| Positie | Nummer | Rijder                | Team            | Ronden | Tijd/Opgave     | Startplaats | Punten |
| ------- | ------ | --------------------- | --------------- | ------ | --------------- | ----------- | ------ |
| 1       | 12     | Gilles Villeneuve     | Ferrari         | 59     | 1:52:17.734     | 3           | 9      |
| 2       | 16     | René Arnoux           | Renault         | 59     | +48,787 s       | 7           | 6      |
| 3       | 3      | Didier Pironi         | Tyrrell-Ford    | 59     | +53,199 s       | 10          | 4      |
| 4       | 18     | Elio de Angelis       | Shadow-Ford     | 59     | +1:30.512       | 20          | 3      |
| 5       | 9      | Hans Joachim Stuck    | ATS-Ford        | 59     | +1:41.259       | 14          | 2      |
| 6       | 7      | John Watson           | McLaren-Ford    | 58     | +1 Ronde        | 13          | 1      |
| 7       | 14     | Emerson Fittipaldi    | Fittipaldi-Ford | 54     | +5 Rondes       | 23          |        |
| NF      | 6      | Nelson Piquet         | Brabham-Ford    | 53     | Transmissie     | 2           |        |
| NF      | 33     | Derek Daly            | Tyrrell-Ford    | 52     | Spin            | 15          |        |
| NF      | 11     | Jody Scheckter        | Ferrari         | 48     | Banden          | 16          |        |
| NF      | 29     | Riccardo Patrese      | Arrows-Ford     | 44     | Ophanging       | 19          |        |
| NF      | 27     | Alan Jones            | Williams-Ford   | 36     | Wiel            | 1           |        |
| NF      | 22     | Marc Surer            | Ensign-Ford     | 32     | Motor           | 21          |        |
| NF      | 28     | Clay Regazzoni        | Williams-Ford   | 29     | Ongeluk         | 5           |        |
| NF      | 5      | Ricardo Zunino        | Brabham-Ford    | 25     | Spin            | 9           |        |
| NF      | 15     | Jean-Pierre Jabouille | Renault         | 24     | Motor           | 8           |        |
| NF      | 20     | Keke Rosberg          | Wolf-Ford       | 20     | Ongeluk         | 12          |        |
| NF      | 8      | Patrick Tambay        | McLaren-Ford    | 20     | Motor           | 22          |        |
| NF      | 4      | Jean-Pierre Jarier    | Tyrrell-Ford    | 18     | Ongeluk         | 11          |        |
| NF      | 1      | Mario Andretti        | Lotus-Ford      | 16     | Versnellingsbak | 17          |        |
| NF      | 2      | Carlos Reutemann      | Lotus-Ford      | 6      | Spin            | 6           |        |
| NF      | 26     | Jacques Laffite       | Ligier-Ford     | 3      | Spin            | 4           |        |
| NF      | 25     | Jacky Ickx            | Ligier-Ford     | 2      | Spin            | 24          |        |
| NF      | 35     | Bruno Giacomelli      | Alfa Romeo      | 0      | Spin            | 18          |        |
| NQ      | 36     | Vittorio Brambilla    | Alfa Romeo      |        |                 |             |        |
| NQ      | 30     | Jochen Mass           | Arrows-Ford     |        |                 |             |        |
| NQ      | 17     | Jan Lammers           | Shadow-Ford     |        |                 |             |        |
| NQ      | 31     | Héctor Rebaque        | Rebaque-Ford    |        |                 |             |        |
| NQ      | 19     | Alex Ribeiro          | Fittipaldi-Ford |        |                 |             |        |
| NQ      | 24     | Arturo Merzario       | Merzario-Ford   |        |                 |             |        |

## Statistieken
| Pole-position | Alan Jones    | Williams-Ford | 1:35.615 |
| Snelste ronde | Nelson Piquet | Brabham-Ford  | 1:40.054 |

## Noot
- Dit was de eerste snelste ronde voor Nelson Piquet.
- Eerste (en enige) wereldtitel voor Jody Scheckter en voor een Zuid-Afrikaanse coureur. Scheckter was de zeventiende coureur die wereldkampioen werd.

Grand Prix Formule 1 van de Verenigde Staten: 1908 · 1910 · 1911 · 1912 · 1914 · 1915 · 1916 · 1959 · 1960 · 1961 · 1962 · 1963 · 1964 · 1965 · 1966 · 1967 · 1968 · 1969 · 1970 · 1971 · 1972 · 1973 · 1974 · 1975 · 1976 · 1977 · 1978 · 1979 · 1980 · 1989 · 1990 · 1991 · 2000 · 2001 · 2002 · 2003 · 2004 · 2005 · 2006 · 2007 · 2012 · 2013 · 2014 · 2015 · 2016 · 2017 · 2018 · 2019 · 2021 · 2022 · 2023 · 2024 · 2025 · 2026

Indianapolis 500: 1950 · 1951 · 1952 · 1953 · 1954 · 1955 · 1956 · 1957 · 1958 · 1959 · 1960

Grand Prix Formule 1 van de Verenigde Staten West: 1976 · 1977 · 1978 · 1979 · 1980 · 1981 · 1982 · 1983

Grand Prix Formule 1 van Las Vegas: 1981 · 1982 · 2023 · 2024 · 2025

Grand Prix Formule 1 van de Verenigde Staten Oost: 1982 · 1983 · 1984 · 1985 · 1986 · 1987 · 1988

Grand Prix Formule 1 van Dallas: 1984

Grand Prix Formule 1 van Miami: 2022 · 2023 · 2024 · 2025 · 2026 · 2027 · 2028 · 2029 · 2030 · 2031 · 2032 · 2033 · 2034 · 2035 · 2036 · 2037 · 2038 · 2039 · 2040 · 2041